# Chakalaka

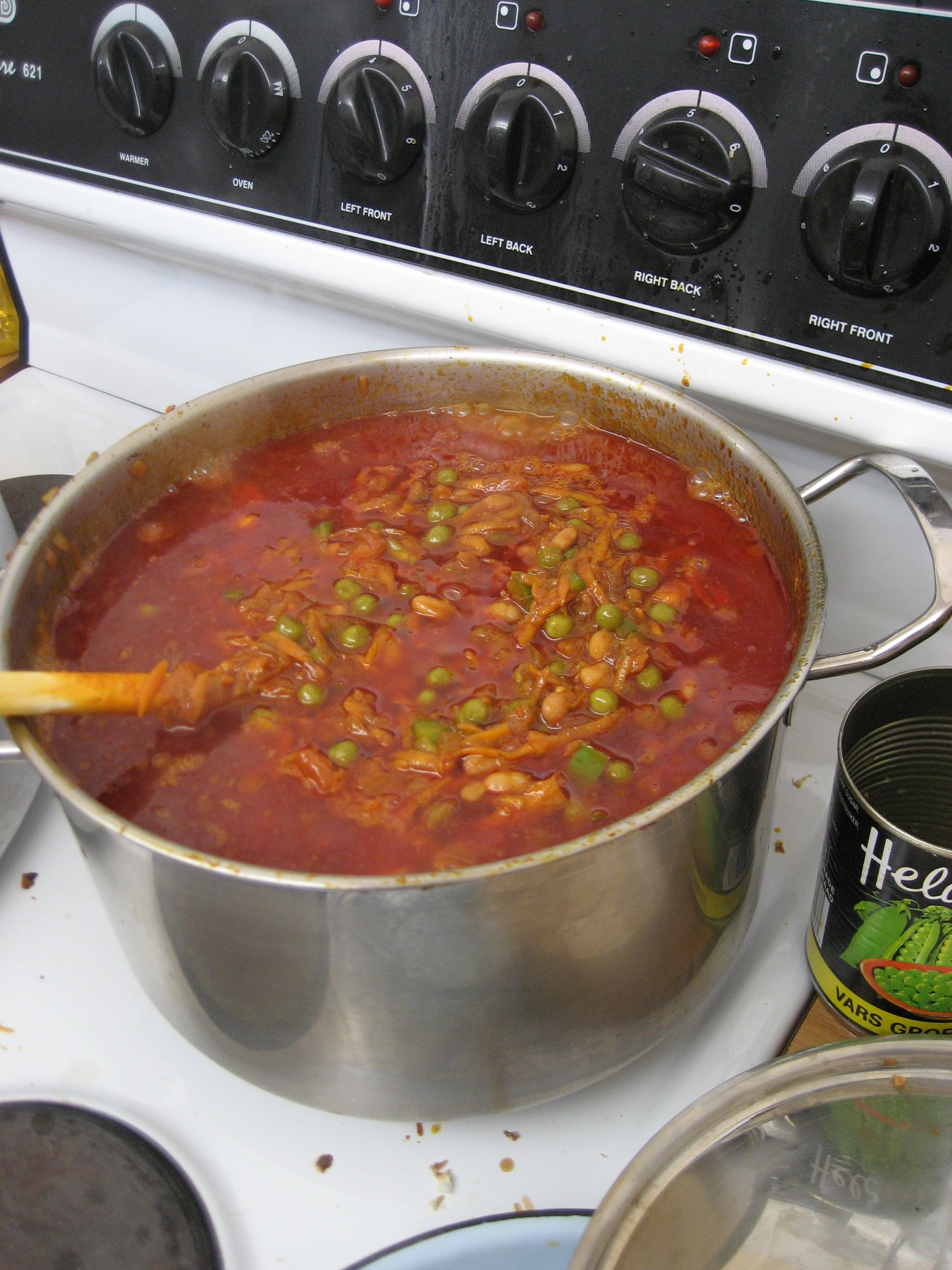
Chakalaka

Chakalaka ist eine afrikanische Würzsauce (Relish). Der Name stammt angeblich aus der Bantusprache Setswana, wobei es in Südafrika unterschiedliche Schreibweisen gibt. Eine weitere Deutung der Wortherkunft ist, dass es sich dabei um ein Kunstwort handelt, das einer oder mehrerer Nguni- oder Khoisan-Sprachen entlehnt ist und diese imitiert. Neben dem auch international gebräuchlicheren Chakalaka sieht man häufig auch die Schreibweise chakka lakka.

## Zutaten und Rezept
Zu den Zutaten gehören u. a. Tomaten, Karotten, Paprika- und Chilischoten, gebackene Bohnen und Weißkohl; als Gewürze kommen je nach Rezept Knoblauch, Pfeffer, Curry, Ingwer und Koriander zum Einsatz. Wobei der Weißkohl auch in Streifen geschnitten und mit Salz gepökelt wird. Chakalaka wird traditionell serviert mit Brot, Mielie Pap, Samp oder als Beilage zu Bratwurst (Boerewors), Chicken Peri Peri und Grilladen von Lamm und Schwein. Um seinen feurigen Geschmack auszugleichen, wird es gelegentlich mit Amasi (saurer Dickmilch) serviert.
Heutzutage wird es aber auch in der westlichen Kultur als Gewürzzusatz in Kartoffelchips oder in Grillsaucen verwendet. Vor allem während der Fußball-WM 2010 brachten viele europäische und US-amerikanische Nahrungsmittelkonzerne Fertiggerichte mit Chakalaka-Aroma auf den Markt, so z. B. Pizzen, Chips, Fischkonserven, tiefgekühlte Reispfannen etc.

## Herkunft
Über die ethnische Herkunft dieses Gerichts gibt es verschiedene Versionen.
Die meist verbreitete Version stammt aus den 1950ern. Damals hatten Bergarbeiter in Südafrika keine große Auswahl an Nahrung, weshalb sie alles zur Verfügung stehende in einen Topf geworfen und gekocht haben. Dieser Mix wurde anschließend als Sauce, Suppe oder auch als Salat serviert und resultierte nach einiger Überarbeitung in der heute als Chakalaka bekannten Speise.
Eine andere Version ist die eines Salats indisch-malayischen Ursprungs, der aus Zwiebeln, Knoblauch, Ingwer, grüner Paprika, Karotten und Blumenkohl besteht, gewürzt mit Chili und Currygewürzen.
In Form einer dicken Sauce aus Tomaten und Zwiebeln ist es aber auch Bestandteil der traditionellen Stammesküchen in Botswana.
In seiner heutigen Form ist es vermutlich erst Mitte des 20. Jahrhunderts in den Townships der südafrikanischen Stadt Johannesburg entstanden.